# Джеймс Керкленд
Джеймс Дерік Керкленд (англ. James Derick Kirkland; 19 березня 1984, Остін, Техас) — американський професійний боксер, який відомий агресивним стилем бою і має 30 дострокових перемог з 34 здобутих.

## Боксерська кар'єра
Джеймс Керкленд дуже вдало виступав на аматорському рингу, бувши переможцем молодіжного турніру Срібні рукавички і фіналістом національного молодіжного турніру Золоті рукавички. Але він не захотів витрачати час, чекаючи найближчих Олімпійських ігор 2004, і у віці 17 років дебютував на професійному рингу. Його тренером стала колишня чемпіонка світу серед жінок Енн Вульф, теж уроджениця Остіна.
Впродовж 2001 — 2003 років Керкленд провів 11 переможних боїв, але після цього в його кар'єрі настала тривала пауза через участь боксера 2003 року у озброєному пограбуванні, за що він 30 місяців провів у в'язниці.
Відбувши покарання, Джеймс Керкленд поновив боксерську кар'єру і здобув впродовж 2006 — 2009 років 14 перемог. Станом на 2009 рік він перебував на випробувальному терміні через попереднє ув'язнення і не мав права на володіння зброї, тож коли у квітні 2009 року в його автомобілі під час перевірки поліцейські виявили вогнепальну зброю, Керкленд отримав 24 місяці ув'язнення.
Повернувшись на ринг у березні 2011 року Джеймс Керкленд здобув дві перемоги нокаутом, а 9 квітня 2011 року в бою проти японського боксера Ісіда Набухіро зазнав сенсаційної першої в кар'єрі поразки, яку журнал Ринг визнав Апсетом року. Ісіда Набухіро тричі впродовж перших 112 секунд бою надсилав Керкленда в нокдаун, після останнього з яких рефері Джо Кортес зупинив бій. Після цього Керкленд звільнив тренера і поновив співпрацю з Енн Вульф, яка тренувала його раніше до другого ув'язнення. З Енн Вульф Джеймс Керкленд здобув п'ять дострокових перемог, у тому числі над мексиканцями Альфредо Ангуло, Карлосом Моліна і американським проспектом Гленом Тапіа. 2013 року Джеймс Керкленд знов потрапив до в'язниці.
9 травня 2015 року в Х'юстоні Джеймс Керкленд зустрівся в бою з висхідною зіркою світового боксу мексиканцем Саулем Альваресом. Керкленд, як завжди, агресивно розпочав бій, але ще в першому раунді після правого бокового Альвареса побував у нокдауні. У третьому раунді Альварес спочатку надіслав Керкленда в нокдаун аперкотом, а після поновлення бою просто зрубав правим прямим. Нокаут Керкленда Альваресом журнал Ринг визнав Нокаутом року.
Після поразки від Альвареса Джеймс Керкленд фактично завершив кар'єру, провівши лише три боя.